# 王俊傑 (藝術家)
王俊傑（英語：Matthew Wong，1984年3月8日—2019年10月2日）是一名加拿大華裔藝術家及畫家。大型作品很多以風景畫為主，並融合了中國的山水畫及西洋畫的技巧及主題。在成年期間無師自通自學藝術後，獲得著名藝術評論家的讚賞和好評。

## 早期生平
1984年於加拿大多倫多出生。父母為香港移民，在香港從事製衣廠生意。他從4歲開始被診斷出患有自閉症，需要精神科醫生及兒童心理學專家幫助提高社交能力。七歲時，他的家人回流到香港，他也跟隨。在92年至99年在香港一所國際學校就讀。
他14－15歲時被診斷出患有神經內科疾病妥瑞症（Tourette Syndrome）。這是一種大腦疾病，使病人發出不能自主的聲音及動作。 此時，他的家人為了支持他的自閉症的治療而返回加拿大。他亦受抑鬱症的折磨。
高校畢業後，他於2007年在美國密西根大學安娜堡分校完成文化人類學學位。他於同年再次返回香港。 2010年，他就讀於香港城市大學創意媒體學院，並於2012年獲得攝影藝術碩士學位。 在香港的期間，他也是一位文員，從事翻譯工作。

## 藝術生涯
王俊傑的藝術創作始於2009年的攝影實驗，並在香港城市大學就讀攝影學位期間一直持續。 他對自己成為攝影家的想法並不充滿自信。 在2014年對雜誌Neoteric Magazine表示：“在我學位畢業快結束時，感到自己沒有真正的技能或前途可以帶領自己進入職業世界。”
2012年，他開始嘗試繪畫，並於2014年開始繪水墨畫。
2016年，他回到加拿大，定居愛民頓。那時，他會在Facebook等網上社交媒體發佈自己的畫作。在愛民頓，他遇到了紐約白柱畫廊的策展人馬修·希格斯（Matthew Higgs）。 及後，他的作品陸續在紐約和香港等地的畫廊展出。著名紐約藝術評論家傑里·薩爾茨（Jerry Saltz）在2018年稱王俊傑的畫廊個展是“我一段時間以來見過的紐約個展之中最令人印象深刻之一。” 《紐約時報》首席藝術評論家羅伯塔·史密斯（Roberta Smith）稱讚王俊傑為“他這一代最具才華的畫家之一”。

## 逝世
他在2019年10月在愛民頓自殺去世。他生前備受抑鬱症的折磨。

## 作品
王俊傑的作品在拍賣市場上引起了廣泛興趣。 2020年，一幅名為“無題”的小紙本水彩畫在吸引了許多競標後，以其原來估值的四倍出售。他在拍賣會上的第一幅大油畫，暫譯《外觀的境界》的作品於2020年7月以182萬美元售出，是最初60,000-80,000美元的估值的二十多倍。